# Assimilados

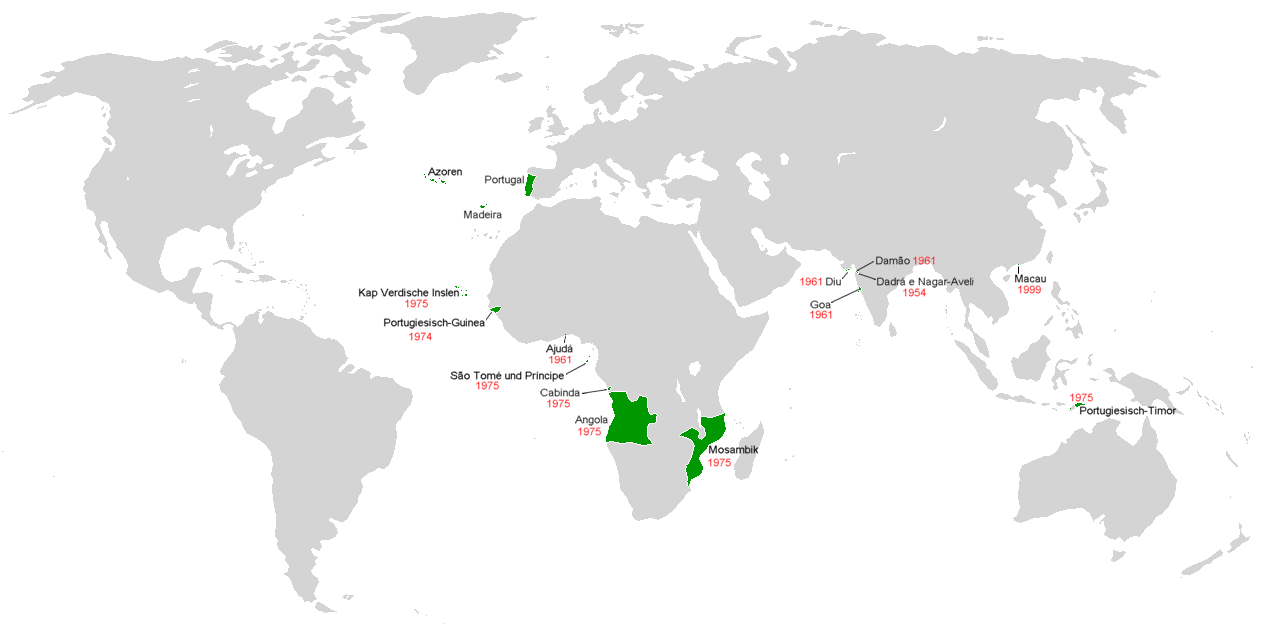
Colònies portugueses

Assimilados és el terme donat als subjectes africans de l'Imperi Portuguès de la dècada de 1910 fins a la dècada de 1960, que havien arribat a un nivell de «civilització», d'acord amb les normes legals portugueses, el que en teoria els qualificava amb drets plens com a ciutadans portuguesos. Els colonitzadors portuguesos reclamaven com a meta per a les seves pràctiques d'assimilació, l'«estreta unió de races de diferents graus de civilització que s'ajuden i s'ajuden entre si amb lleialtat»; No obstant això, aquesta noció d'una «estreta unió» diferia en la seva aplicació pràctica als àmbits culturals i socials de les colònies d'Àfrica Occidental Portuguesa, Àfrica Oriental Portuguesa i Guinea Portuguesa.

## La formació de l'assimiladoa la legislació portuguesa

### Comencen els ideals d'assimilació
Portugal, juntament amb França, va ser un dels pocs països colonitzadors a l'Àfrica que va introduir la idea d'assimilació dels pobles colonitzats a la població de la pàtria. Encara que Portugal va ser una de les primeres presències europees a Àfrica, la influència portuguesa es va limitar a la costa i fins a finals de 1800 i començament de 1900; el control de la zona d'influència era inexistent, fins i tot al segle xix, però amb l'augment de la competència entre les potències europees, els portuguesos "es va tornar més agressius", i va adoptar els ideals de l'assimilació.

### Lleis i administració
Les lleis colonials portugueses tenien contextos generals i específics per a cadascuna de les colònies d'Angola, Moçambic i Guinea portuguesa; algunes de les lleis i polítiques implementades pels portuguesos reflecteixen les seves preocupacions a tot l'imperi, mentre que altres reflecteixen les seves preocupacions específicament a la colònia. El paper del Departament d'Afers Natius, que es va formar en 1914, va tenir efectes a tot l'imperi; el seu propòsit era "classificar la població africana en civilitzada o assimilada (assimilado), i no civilitzada o no assimilada (não-assimilado) per facilitar el reclutament i per designar quins eren col·laboradors", que s'activaran en la distinció legal d'assimilados al llarg de l'imperi colonial. Dues lleis, l' Estuato Politico, Civil, e Criminal dos indigenas das colónias da Angola, Guiné e Moçambique de 1926, que va ser revisada com a Acto Colonial de 1930, i la Lei Orgânica do Ultramar en 1954, va explicar el "paper secundari però vital de les colònies i pobles colonials anaven a jugar al nou imperi portuguès, i el deure del govern cap a les poblacions "natives". L'imperi colonial portuguès esperava que els assimilados serien un exemple per a la resta dels africans negres de les colònies per canviar cap a la civilització; per tant els portuguesos va proporcionar alguns rols governamentals als assimilados, "sempre que se'ls mantingués fora d' 'estructures democràtiques anàrquiques'."

### Educació i religió
L'educació i la religió eren ambdues part integral en el procés d'assimilació i qualificació per a l'estat d' assimilado. No sols l'estudi de la llengua i cultura portuguesa, sinó també l'adopció real de la cultura portuguesa com si fossin pròpies, incloent l'adopció integral del cristianisme i l'emulació dels ideals europeus i portuguesos. Només sent portuguesos en totes les facetes de la vida, des del llenguatge d'escolarització a l'associació personal, hom podria ser considerat com una eina útil en la societat, i exercir-hi drets especials.

### Les llacunes jurídiques
Encara que els portuguesos van concedir certs drets escrits als assimilados, a causa de la naturalesa autoritària del govern portuguès, "l'estatut d' 'assimilado' no va donar a aquests africans drets polítics explícits." Així els portuguesos no temien que els assimilados fossin "competidors potencials" que poguessin posar en perill "la seva posició predominant". Des de "el sistema colonial portuguès podria utilitzar instruments més autoritaris" el govern podria donar als assimilados treballs en el govern, proporcionant-los així una petita quantitat de protecció i demostrant al món internacional la natura acomodatícia del seu domini colonial, en no haver de sentir-se amenaçats pels assimilados educats en treballs administratius.

## Les motivacions per a l'assimilació

### Lusotropicalisme i una "missió civilitzadora"
Certament els portuguesos no eren l'única potència colonial que posava l'accent en una "missió civilitzadora", com a principi central de l'expansió colonial; l'elit portuguesa, com la majoria dels detenidors del poder a la majoria de països colonitzadors, creien que la presència del seu país "era un mitjà per avançar els 'pobles primitius'", aportant-los coneixements i algun tipus de protecció i benestar." Tanmateix la noció addicional d'assimilació afegeix un element específic a les motivacions del govern en la colonització portuguesa. La noció de lusotropicalisme, que postulava una "imatge multicultural (lustropicalisme), amb el seu èmfasi en la reciprocitat i la barreja d'africans, lusoafricans (criolls), i institucions portugueses" va ser introduir com a propaganda del Estat Nou presentant l'ideal colonialisme portuguès, però la realitat de les institucions colonials de Portugal era lluny d'aquest ideal.

### Realitat
| « | En aquesta perspectiva, la retòrica portuguesa, que va posar l'accent en el mite lusotropical d'una afinitat particular a les cultures no europees, inclosa l'aparició de poblacions domèstiques i una manera fàcil d'assimilació, apareix com a hipocresia pura i voluntària. El mite hauria estat creat per ocultar els abusos inherents al sistema colonial. | » |

El mite també fou creat, durant el règim de Salazar i al costat de les motivacions de l'Església Catòlica, assegurar la fortalesa de Portugal a l'Àfrica per afermar l'imperi a l'Àfrica colonial. Les conseqüències directes d'aquest mite del lusotropicalisme i la suposada missió civilitzadora de Portugal es presenten en forma de contradiccions directes i irrefutables dels ideals predicats pel govern colonitzador portuguès; malgrat "la càrrega de l'home blanc" de Portugal en civilitzar i educar els africans sota el seu domini colonial, en el lapse dels seus cinc segles de presència i influència en les seves colònies africanes, el govern colonial portuguès i el sistema educatiu de Moçambic no van aconseguir formar si més no un doctor africà, i les seves altres dues colònies els va anar igual de malament, amb la reducció d'expectatives de vida com a prova.

## Punt de vista i tractament portuguès delsassimiladosen el temps

### "Inferioritat" africana
Es va fer evident que, tot i la promoció de l'ideal de lusotropicalisme al món, Portugal veia la superstició africana i les pràctiques màgiques com a prova que la cultura africana i la ment africana eren inferiors i, per tant, no havien de ser veritablement integrats en la forma de vida i govern portuguès; per tant, els portuguesos es van esforçar per limitar l'educació i l'assimilació dels africans. Els portuguesos també veien aquesta inferioritat com a irreversible i inevitable, afirmant que a diferència de Portugal, Àfrica encara havia de començar el seu viatge cap a la "civilització". Per tant, els africans suposadament no van abandonar les seves supersticions i estaven en forma per a la consideració de l'assimilació, el que demostra encara més la hipocresia del govern colonial portuguès i la seva propaganda buida.

### Restriccions en l'obtenció de l'estatut d'assimilado
Amb l'augment del temps de permanència a les colònies, Portugal va fer cada vegada més difícil assolir l'estat d' assimilado; després de la Segona Guerra Mundial a l'Angola colonial, l'Estat Nou, el règim portuguès, va decidir modificar els requisits necessaris per a l'adquisició de l'estatut d' assimilado, el que feia més difícil fer-ho, i minimitzar així la presència africana real al govern i la societat; per exemple, en l'Estatut colonial de 1954, amb la finalitat de ser considerat amb l'estatut d' assimilado, hom necessitava "tenir un certificat de baptisme catòlic, obtenir una llicència de matrimoni civil, assegurar-se un patrocinador portuguès, tenir un treball "civilitzat" i viure com un portuguès. El 1958 tot el procés costava 100 US$" amb la qual cosa era gairebé impossible aconseguir aquest estatut.

### Restriccions un cop assimilat
Per a aquells pocs africans que van ser capaços d'obtenir l'estatut d' assimilado, es podia argumentar si les seves vides van millorar en alguna quantitat apreciable; els assimilados no va assolir la integració cultural en la societat portuguesa, i fins i tot amb la seva educació i l'augment d'estatus, els seus homòlegs colons portuguesos blancs analfabets tenien drets totals inqüestionables; en general, la igualtat de drets i l'estat civil estaven fora de la qüestió. Usant l'exemple dels assimilats protestants ovimbundus, sls assimilados fr les colònies no els van donar cap apreciable igualtat cultural, social o política:
| « | En [àrees amb majors poblacions de colons], els assimilats protestants ovimbundus que enfronten la discriminació residencial, van ser incapaços de competir per càrrecs al govern i a les escoles de gestió privada, i poques vegades van tenir l'oportunitat de socialitzar amb els blancs i lusoafricans als clubs privats i públics, teatres, platges i altres llocs que atenien la població "civilitzada". Igual que les masses dels africans "incivilitzats" d'Angola, residien als barris pobres (muceques) amb cap de l'accés als serveis públics que se suposava els proporcionaven els seus impostos. No obstant això, van haver d'adoptar l'estil de vida dels colons, pagar per enviar els seus fills a escoles protestants no governamentals, pagar per llicències, i pagar la residència, i d'altres impostos, mentre que encara suportaven humiliacions diàries com ara portar documents d'identitat com a prova de la seva residència urbana. | » |

## Identitat cultural de l'assimilado
A causa de la seva assumpció de la cultura portuguesa, i la seva localització simultània dins d'una societat africana, és indubtable que els assimilados enfrontaven dificultats en la definició de la seva identitat cultural. Moltes vegades els assimilados van quedar desproveïts d'una veritable cultura perquè mai van ser realment acceptats en la societat portuguesa, i amb l'abandó dels ideals africans, van quedar aïllats de la societat africana. Ocasionalment, els assimilados s'aferraven als costums i tradicions seguides pels seus homòlegs no assimilats. Tanmateix hi havia molts assimilados que “es definien a si mateixos com a ‘portuguesos negres educats' i res més.” Amb l'inici de la revolució per la independència, aquest debat de la identitat i la lleialtat dels assimilados van arribar a ser seriós, i moltes vegades, la cursa a nivell local, els grups revolucionaris de base africana van atacar la noció d' assimilados i els mostraven com a traïdors a la causa de l'alliberament nacional.

## Assimiladosi la lluita per la independència
Assimilados i africans educats van tenir un paper important en la lluita per l'alliberament, però com que UNITA i el FNLA eren de base local, i la unitat era difícil d'aconseguir; "Les indicacions que Mabeko Tali ens dona per l'est d'Angola, on el front armat del MPLA era dividit en dos a causa de les actituds incompatibles entre el lideratge local i ela intel·lectuals radicals, suggereixen que existien grans diferències entre els "militants educats" i els camperols de l'interior d'Angola."
Com a africans educats presents en el moment de la revolució contra el règim portuguès, es pot suposar que els assimilado jugarien inevitablement un paper en la lluita per l'alliberament; nogensmenys, el paper important dels assimilados va ser possiblement més en la fissió interna i el debilitament del moviment de resistència anticolonial, que en lluita unificada per la independència contra un règim dictatorial. Tot i que hi havia una porció relativament gran dels assimilados que no lluitaren al costat dels africans en la lluita per l'alliberament, la presència i les contribucions dels assimilados van ser integral, especialment en la formació del MPLA, que es va formar a partir de la fusió d'un grup assimilat amb les organitzacions dels nacionalistes culturals i les forces antigovernamentals, inclòs el partit comunista d'Angola.